# 第六三四海軍航空隊
第六三四海軍航空隊（だい634かいぐんこうくうたい）は、日本海軍の部隊の一つ。航空戦艦を母艦として運用する変則的水上機・艦上機部隊として整備された。第四航空戦隊（司令官松田千秋少将）の改造空母で運用する予定だったが、実戦で母艦と連携する機会がないまま、小規模の水上機基地航空隊として終戦まで運用された。

## 沿革
1943年（昭和18年）11月のろ号作戦（ブーゲンビル島沖航空戦）で、日本海軍の空母機動部隊（第三艦隊、司令長官小沢治三郎中将）は艦上機を陸上基地に派遣し、大打撃を受けてしまった。機動部隊の再建を急ピッチで進めていた海軍は、機動部隊として使用可能な航空母艦9隻を3隻ずつ振り分け、正規空母3隻の第一航空戦隊、貨客船改造空母2隻と軽空母1隻の第二航空戦隊、軽空母3隻の第三航空戦隊を揃えた。この第一機動艦隊の各集団ごとに、1個航空隊を充当した。六三四空は再建・増強策の第二段として、戦艦改造空母「伊勢」と「日向」を母艦とする艦載機航空隊として編制された。割り当てられたのは、艦爆としても使用可能な水上機瑞雲、艦上爆撃機（急降下爆撃機）彗星である。着水能力がない彗星は、母艦（航空戦艦）からカタパルトで発進したあと、他の空母に着艦、もしくは陸上基地に着陸する片道運用を想定していた。
1944年（昭和18年）5月1日、岩国飛行場を原隊とし、呉飛行場で開隊。第四航空戦隊隷下。定数は瑞雲18・彗星18。5月12日時点で航空器材が1機もなく、四航戦司令官松田千秋少将は「訓練のために無改造の彗星で良いから至急してくれ」と中央に要望している。その後、瑞雲は呉、彗星は岩国で練成開始（実機不足のため九九式艦上爆撃機を使用）。5月22日、母艦決定。瑞雲は伊勢（天谷司令直卒）、彗星は日向（江村日雄飛行長指揮）。6月15日、サイパン島派遣命令。のちに中止。四航戦と六三四空が待機中の6月19日から20日にかけてマリアナ沖海戦が生起、小沢機動部隊は空母3隻と艦上機の大部分を失い、大敗北を喫する。6月23日、カタパルト射出実験開始。全機成功。7月5日東号作戦発令、瑞雲隊は横須賀飛行場、彗星隊は香取飛行場に進出。8日原隊復帰。8月1日付で解隊した第六五二海軍航空隊より戦闘機隊・攻撃隊編入。戦況によっては、四航戦は第五艦隊を基幹とする第二遊撃部隊に所属し、機動部隊本隊の前衛や護衛を担う。
10月12日、台湾沖航空戦勃発。瑞雲隊は指宿飛行場、艦上機隊は鹿屋飛行場に進出。10月15日、瑞雲隊に原隊復帰命令。機動部隊参加の是非が検討されたが、搭載見送りが決定。10月19日、第四航空戦隊の母艦2隻は六三四空艦載機を搭載せず、小沢機動部隊としてフィリピンに向け別府湾出航。10月22日フィリピンに進出、キャビテに駐留。以後、夜間対艦攻撃、多号作戦対艦哨戒に従事。
10月末フィリピンで神風特攻隊が開始すると、11月634空も梅花隊を編成して特攻を命じた。
11月15日　第二航空艦隊に編入。艦上機隊を廃止（第二〇一海軍航空隊・第七〇一海軍航空隊に譲渡）、偵察機隊を増強。以後、従来の夜間対艦攻撃に加え、サンホセ飛行場爆撃に従事。
1945年1月8日第一航空艦隊に転籍。台湾東港飛行場に撤退。以後、東港より淡水飛行場に拠点を移し、台湾・沖縄近海の哨戒に従事。3月26日「菊水一号作戦」発動。沖縄近海で夜間対艦攻撃に従事。4月台湾より本土に撤退。
福岡、鹿児島に偵察301、偵察302を展開して奄美大島の古仁屋を前進基地に沖縄に反復攻撃を行った。
8月3日第五航空艦隊に編入、第三十二航空戦隊を編制。
8月15日終戦。

## 主力機種
- 瑞雲 - 伊勢を母艦とする水上偵察機
- 彗星 - 日向を母艦とする艦上爆撃機

その他、慣熟練成用の九九式艦上爆撃機、六五二空から譲渡された零式艦上戦闘機・天山、その他偵察航空隊から編入された各種偵察機が含まれている。

## 歴代司令
- 天谷孝久 大佐：昭和19年5月1日 -
- 江村日雄：昭和19年11月15日 -
- 立見孝六郎：昭和20年8月 - 解隊